# Coordenação Internacional de Partidos e Organizações Revolucionárias
A Coordenação Internacional de Partidos e Organizações Revolucionárias (ICOR) é uma associação de mais de 40 partidos e organizações comunistas "autônomas, independentes e autossuficientes". A ICOR é composta de forma heterogênea e foi fundada em 6 de outubro de 2010.

## Objetivos
O objetivo da ICOR é superar o "sistema imperialista mundial" em uma "transformação revolucionária" e estabelecer a "ditadura do proletariado". A ICOR segue "uma política de portas abertas" para outras organizações que buscam objetivos semelhantes.
Em seu trabalho, a ICOR afirma que o socialismo na União Soviética foi destruído em 1956 e o país foi transformado internamente em um sistema capitalista por uma "nova classe de burocratas" que assumiu o poder.

## Superar as divergências
Unidas na ICOR, estão várias organizações de vários tamanhos e composições, bem como algumas com diferentes princípios ideológicos e políticos. O estabelecimento da ICOR como uma coalizão de organizações comunistas com diferentes programas foi visto como um avanço na superação da divisão no movimento marxista-leninista e revolucionário.
A ICOR pensa que estabelecer uma linha ideológica e política conjunta exige um longo processo com base na experiência de campo conjunta, desde o desenvolvimento da "cooperação em algumas questões essenciais [...] até a cooperação em todas as questões essenciais".
A heterogeneidade da organização, segundo a ICOR, tem suas origens na fragmentação e divisão do movimento trabalhista e marxista-leninista mundial desde o XX Congresso do Partido Comunista da União Soviética em 1956 e nas muito diferentes evolução das condições sociais nos diferentes países.

## Organizações membros
As seguintes organizações e partidos são conhecidos como membros da ICOR: 
| Continente       | País                 | Nome do partido                                                                                          | Tradução portuguesa                                                                   | Membro desde |
| ---------------- | -------------------- | --- | ------------------------------------------------------------------------------------- | ------------ |
| África           | África do Sul        | Communist Party of South Africa (Marxist-Leninist), CPSA (ML)                                            | Partido Comunista da África do Sul (Marxista-Leninista)                               | 2010         |
| África           | Camarões             | Union des Populations du Cameroun - Manifeste National pour l’Instauration de la Démocratie, UPC-Manidem | União das Populações dos Camarões - Manifesto Nacional pela Instaraução da Democracia | 2018         |
| África           | Congo                | Organisation Révolutionnaire du Congo, ORC                                                               | Organização Revolucionária do Congo                                                   | 2010         |
| África           | Costa do Marfim      | Parti Communiste Proletarien de Côte d'Ivoire, PCPCI                                                     | Partido Comunista Proletário da Costa do Marfim                                       | 2016         |
| África           | Egito                | Revolutionary Communist Party of Egypt, RCP                                                              | Partido Comunista Revolucionário do Egito                                             | 2016         |
| África           | Marrocos             | Moroccan Marxist-Leninist Proletarian Line, MMLPL                                                        | Linha Proletária Marxista-Leninista Marrocana                                         | 2019         |
| África           | Quénia               | Communist Party of Kenya, CPK                                                                            | Partido Comunista do Quénia                                                           | 2019         |
| África           | Togo                 | Parti Communiste du Togo, PCT                                                                            | Partido Comunista do Togo                                                             | 2016         |
| África           | Tunísia              | Parti Patriotique Démocratique Socialiste, PPDS Tunisia                                                  | Partido Patriótico Democrático Socialista                                             | 2016         |
| Ásia             | Afeganistão          | Marxist-Leninist Organization of Afghanistan, MLOA                                                       | Organização Marxista-Leninista do Afeganistão                                         | 2010         |
| Ásia             | Bangladesh           | Socialist Party of Bangladesh, SPB                                                                       | Partido Socialista do Bangaldesh                                                      |              |
| Ásia             | Índia                | Communist Party of India (Marxist-Leninist) Red Star, CPI (ML)                                           | Partido Comunista da Índia (Marxista-Leninista) Estrela Vermelha                      | 2010         |
| Ásia             | Índia                | Provisional Central Committee Communist Party of India (Marxist-Leninist), PCC CPI (ML)                  | Comité Central Provisional do Partido Comunista da Índia (Marxista-Leninista)         | 2010         |
| Ásia             | Indonésia            | Indonesia Revolutionary, INDOREV                                                                         | Indonésia Revolucionária                                                              | 2010         |
| Ásia             | Irão                 | Hezb-e Ranjbaran Iran, Ranjbaran                                                                         | Partido dos Trabalhadores do Irão                                                     | 2010         |
| Ásia             | Nepal                | Nepal Communist Party (Mashal), NCP (Mashal)                                                             | Partido Comunista do Nepal (Mashal)                                                   | 2010         |
| Ásia             | Nepal                | Patriotic Peoples Republican Front of Nepal, PPRF                                                        | Frente Patriótica Republicana Popular do Nepal                                        |              |
| Ásia             | Paquistão            | All Pakistan Trade Union Federation, APTUF                                                               | Paquistão Inteiro Federação Sindical                                                  | 2010         |
| Ásia             | Sri Lanka            | New-Democratic Marxist-Leninist Party, NDMLP                                                             | Partido Novo-Democrático Marxista-Leninista                                           | 2015         |
| Europa           | Alemanha             | Marxistisch-Leninistische Partei Deutschlands, MLPD                                                      | Partido Marxista-Leninista da Alemanha                                                | 2010         |
| Europa           | Alemanha             | Sympathisanten der PFLP, Symp.PFLP                                                                       | Simpatizantes da PFLP                                                                 |              |
| Europa           | Bélgica              | Association des Réfugiés Latino-Américains et des Caraïbes                                               | Associação dos Refugiados Latino-Americanos e do Caribe                               | 2023         |
| Europa           | Bielorrússia         | Gruppa Kommunistov-Revoliutsionerov »Krasny Klin«, Belarus                                               | Grupo de Comunistas Revolucionários "Cunha Vermelha"                                  | 2010         |
| Europa           | Bósnia e Herzegovina | Partija Rada - ByH                                                                                       | Partido do Trabalho                                                                   |              |
| Europa           | Bulgária             | Balgarska Komunisticheska Partiya, BKP                                                                   | Partido Comunista Búlgaro                                                             | 2012         |
| Europa           | Bulgária             | Balgarska Rabotnicheska Partiya (komunisty), BRP(k)                                                      | Partido dos Trabalhadores Búlgaro (Comunista)                                         | 2010         |
| Europa           | Chéquia              | Komunistická Strana Československa – Československá Strana Práce, KSC-CSSP                               | Partido Comunista da Checoslováquia - Partido do Trabalho Checo-Eslovaco              | 2010         |
| Europa           | Chéquia              | Svaz Mladých Komunistů Československa, SMKC                                                              | União de Comunistas Jovens da Checoslováquia                                          | 2010         |
| Europa           | Chéquia              | Společnost Klementa Gottwalda, KGS                                                                       | Klement Gottwald Sociedade                                                            |              |
| Europa           | Chipre               | Kıbrıslılar Birliği/ Ένωσις Κυπρίων, UoC                                                                 | União de Cipriotas                                                                    | 2021         |
| Europa           | Eslováquia           | VZDOR – strana práce, VZDOR                                                                              | RESISTÊNCIA – Partido do Trabalho                                                     | 2010         |
| Europa           | França               | Unité Communiste Lyon, UC                                                                                | Unidade Comunista                                                                     | 2018         |
| Europa           | França               | Union Prolétarienne Marxiste Léniniste, UPML                                                             | União Marxista-Leninista Proletária                                                   | 2018         |
| Europa           | Grécia               | Kommounistikí Orgánosi Elládas, KOE                                                                      | Organização Comunista da Grécia                                                       | 2010         |
| Europa           | Hungria              | Magyar Ifjúság Közösségi Szervezete, MIKSZ                                                               | Organização da Comunidade da Juventude Húngaro                                        | 2014         |
| Europa           | Luxemburgo           | Kommunistische Organisation Luxemburgs, KOL                                                              | Organização Comunista do Luxemburgo                                                   | 2010         |
| Europa           | Países Baixos        | Rode Morgen, RM                                                                                          | Madrugada Vermelha                                                                    | 2010         |
| Europa           | Polônia              | Instytut Karola Marksa – Centrum Marksistowskiej Analizy Politycznej                                     | Instituto Karl Marx - Centro por Análise Política Marxista                            | 2023         |
| Europa           | Portugal             | União Marxista-Leninista Portuguesa, UMLP                                                                |                                                                                       | 2020         |
| Europa           | Rússia               | Marksistsko-Leninskaya Platforma, MLP                                                                    | Plataforma Marxista-Leninista                                                         | 2010         |
| Europa           | Rússia               | Rossiyskaya Maoistskaya Partiya, RMP                                                                     | Partido Maoista Russo                                                                 | 2012         |
| Europa           | Rússia               | Union of Maoists of the Urals                                                                            | União de Maoistas do Ural                                                             | 2023         |
| Europa           | Sérvia               | Partija Rada, PR                                                                                         | Partido do Trabalho                                                                   | 2010         |
| Europa           | Suíça                | Marxistisch-Leninistische Gruppe Schweiz, MLGS                                                           | Grupo Marxista-Leninista Suíça                                                        | 2010         |
| Europa           | Turquia              | Bolşevik Parti (Kuzey Kürdistan-Türkiye), BP (NK-T)                                                      | Partido Bolchevista do Curdistão do Norte/Turquia                                     | 2010         |
| Europa           | Turquia              | Marksist Leninist Komünist Parti Türkiye/Kuzey Kürdistan, MLKP                                           | Partido Marxista-Leninista Comunista da Turquia/ Curdistão do Norte                   | 2010         |
| Europa           | Turquia              | Suryoye Gawonoye d´Bethnahrin, SGB                                                                       | Aramaicos Comunistas da Mesopotâmia                                                   |              |
| Europa           | Turquia              | Türkiye İhtilalci Komünistler Birliği, TİKB                                                              | União de Comunistas Revolucionários da Turquia                                        | 2010         |
| Europa           | Turquia              | Türkiye Komünist Partisi-Marksist-Leninist, TKP/ML                                                       | Partido Comunista da Turquia/ Marxista-Leninista                                      | 2019         |
| Europa           | Ucrânia              | Koordinatsiyonniy Soviet Rabochevo Dvizheniya, Ukraina, KSRD                                             | Conselho Coordenadora do Movimento Trabalhista, Ucrânia                               | 2010         |
| América Latina   | Brasil               | Ação Popular Revolucionária (PDT)                                                                        | Ação Popular Revolucionária PDT                                                       | 2023         |
| América Latina   | Chile                | Partido Comunista Chileno (Acción Proletaria), PC (AP)                                                   | Partido Comunista Chileno (Ação Proletária)                                           | 2010         |
| América Latina   | Colômbia             | Partido Comunista de Colombia – Maoista, PCC-M                                                           | Partido Comunista Colombiana - Maoista                                                | 2011         |
| América Latina   | Haiti                | Nouveau Parti Communiste Haïtien (Marxiste-Léniniste), NPCH (ML)                                         | Partido Comunista Novo Haitiano (Marxista-Leninista)                                  | 2010         |
| América Latina   | México               | Organización Apoyante del Partido Comunista de México, OAPCM                                             | Organizão Apoiante do Partido Comunista do México                                     |              |
| América Latina   | Panamá               | Partido Comunista (Marxista-Leninista) de Panamá, PC/ML                                                  | Partido Comunista (Marxista-Leninista) do Panamá                                      | 2010         |
| América Latina   | Paraguai             | Partido Comunista Paraguayo (independiente), PCP (independiente)                                         | Partido Comunista Paraguaio (Independente)                                            | 2010         |
| América Latina   | Peru                 | Bloque Democratico Popular, BDP                                                                          | Bloco Democrático Popular                                                             |              |
| América Latina   | Peru                 | Partido Marxista Leninista del Perú, PML del Perú                                                        | Partido Marxista-Leninista do Peru                                                    | 2010         |
| América Latina   | Peru                 | Partido Proletario del Perú, PPP                                                                         | Partido Proletário do Peru                                                            | 2010         |
| América Latina   | Peru                 | Partido Socialista Revolucionario                                                                        | Partido Socialista Revolucionário                                                     | 2023         |
| América Latina   | República Dominicana | Partido Comunista (Marxista Leninista), PC (ML)                                                          | Partido Comunista (Marxista-Leninista)                                                | 2010         |
| América Latina   | Uruguai              | Partido Comunista Revolucionario del Uruguay, PCR-U                                                      | Partido Comunista Revolucionário do Uruguai                                           | 2020         |
| América Latina   | Venezuela            | Unión Comunera                                                                                           | União Comunal                                                                         | 2023         |
| América do Norte | Estados Unidos       | Revolutionary Organization of Labor, ROL                                                                 | Organização Revolucionária do Trabalho                                                | 2010         |
| Oceania          | Austrália            | Communist Party of Australia (Marxist-Leninist), CPA/ML                                                  | Partido Comunista da Austrália (Marxista-Leninista)                                   | 2019         |